# 轮藻门
輪藻門（學名：Charophyta）亦作車輪藻門，是淡水绿藻的一门，包含了最親近有胚植物的親戚。因為輪藻門的定义通常排除了有胚植物，因此是個並系群；然而有時其定义會限定成單純只有輪藻目，因此其為單系群。
轮藻的形态构造较复杂，有类似植物的根、茎、叶的分化，大小约为%10—50（3.9—19.7英寸），外形很像金鱼藻；“茎”节上轮生侧“枝”，“枝”上具有“叶”的生殖器官；有性生殖为卵式生殖；卵囊生于“叶”腋中，通常呈卵形，外有5个螺旋状缠绕的管细胞，在顶端形成5个冠细胞，卵囊初为绿色，成熟时为深褐色；球形精子囊生于卵囊下面，外有8个盾形细胞，初为绿色，成熟后为橘红色。
轮藻门中相对复杂的种类具有较为复杂的生殖结构：产生精子的藏精器和产生卵细胞的藏卵器，这两种结构生在节上，对于雌雄同体的轮藻而言，藏卵器在上方，藏精器在下方。轮藻的生殖结构中，生殖细胞被外侧的营养细胞包被保护，藏卵器的外侧有若干长而呈管状、扭曲的细胞保护内部的卵细胞，而藏精器的外部则由若干盾形细胞保护。精子是轮藻生命周期中唯一具有鞭毛的细胞，其形成后，穿过藏卵器的保护结构与卵子结合成受精卵，合子经过休眠后进行减数分裂产生四个子细胞，其中仅有一个发育为新个体。:356-358
除轮藻纲之外的类群，生殖方式与绿藻纲相似。

## 另見
- 鏈形植物